# Кордаж (тенис)
В тениса кордажът е част от тенис ракетата, която влиза в контакт с топката. Струните са направени от различни материали и притежават различни свойства, като динамична твърдост, задържане на опън, дебелина, текстура на струната (форма на струната) и ефективност на отскок.

## Състав
Материалът може значително да повлияе на представянето на играча и дори на здравето му. За направата на тенис кордажи се използват няколко материала. Те се различават по отношение на еластичността, издръжливостта, ефективността на отскока, способността за задържане на опън и производствените разходи, наред с други съображения.

### Естествен кордаж
Животинските черва са най-еластичният материал, използван за направата на тенис струни. Той има по-добро задържане на опън от всеки друг материал, а също така е по-мек от всеки друг материал, използван за тенис кордажи. Той осигурява най-голяма възвръщаемост на енергията, което означава, че е най-ефективната струна. Той остава мек при високи килограми, докато други материали са склонни да се втвърдят драстично. Това позволява на играчите да наплитат твърдо, за да подобрят контрола на топката, без да губят ефективност.
Основните му недостатъци са много по-високи разходи за производство и закупуване в сравнение с други материали, слабост при срязващи напрежения от удари извън центъра (типично за начинаещите играчи), променлив контрол на качеството в зависимост от марката, партидата, възрастта, условията на съхранение и степента, трудността на струни поради своята деликатност и лоша издръжливост при намокряне с вода. Естествените черва са много чувствителни към различни видове време и тези играчи, които го използват обикновено носят няколко различни ракети с различно натягане, за да компенсират това. Някои играчи, особено онези, които удрят плоски удари чисто в центъра на ракетата, намират висококачествените черва за по-издръжливи от много други видове струни поради изключителното си задържане на напрежение. Това може да помогне за компенсиране на високите първоначални разходи. Използването на по-плътна плетка също като цяло подобрява дълголетието на естествените черва.
Естествените черва се произвеждат чрез изсушаване на влакна, извлечени от част от кравето черво, наречена серозна мембрана, или сероза, която съдържа колаген, предназначен да издържи разтягането и свиването на червата. Именно тази еластичност прави влакната полезни за тенис. В миналото овчи черва също са били използвани за струни за ракета. Общо наименование на този материал е кетгут .
Първият кордаж за тенис от естествен чревен тракт е произведен през 1875 г. от Pierre Babolat, който пуска марката VS петдесет години по-късно. Естествените черва обикновено се предлагат в покрита форма, за да се намали тенденцията им да се разплитат, особено когато са влажни или мокри.

### Синтетичен кордаж
Синтетичният кордаж е найлон, почти винаги съставен от една нишка. Това е много евтин вариант за производство и като цяло е най-евтиният кордаж за закупуване.
Вариации, различни от чист найлон обикновено се срещат в кордажите, продавани като „синтетични черва“. Текстурираните покрития, оцветители и добавянето на малко количество кевлар са най-честите промени. Някои производители, като Gosen, етикетират найлонови струни с думи като „овце“, както в овче черво, въпреки че такива струни не съдържат черва.
Съвременните „синтетична черва“ всъщност са кордажи с много нишки, които държат напрежението си изключително добре и имат динамичен профил на твърдост, който е най-близо до естествените кордажи, въпреки че индустрията продължава да прилага термина за найлонови нишки с монофиламенти.

### Многонишкови кордажи или „мулти“
Многонишковите кордажи, известни обикновено като „мулти“ са струни, които имат повече от една нишка. Най-често те са направени от много найлонови нишки, но могат да включват и други материали като полиуретан, Zyex, Vectran, кевлар и други материали. Предлагат по-добра еластичност, но обикновено са с по-ниска издръжливост. Все пак нито един многонишков кордаж не поддържа опън, както и естественият, и нито един не е толкова мек.
Въпреки това, в сравнение с монофиламентните „синтетични черва“, многонишковите кордажи могат да предложат близко усещане и производителност на естественият кордаж. Най-меките струни с много нишки могат да бъдат направени със Zyex и полиолефин.

### Найлон
Найлонът е най-популярният струнен материал за любители играчи поради ниската си цена и подобряването на еластичността, предлагано от струни с много нишки. Износоустойчивите покрития за найлонови струни са често срещани, особено при струните с много нишки, тъй като външните нишки са склонни да се протрият първи, когато се използва ракетата.

### Полиестер
Полиестерът е твърд и издръжлив материал, първоначално предназначен за използване от тенисисти, които често късат. Отне време, докато този струнен материал стане популярен, главно поради лошата му способност да отпуска бързо. Играчите обаче смятат, че са в състояние да приложат повече топспин към топката, като същевременно поддържат контрол с полиестерни кордажи.
Полиестерът направи революция в професионалния тенис, когато тогава малко известен белгийски производител на струни Луксилон снабди Густаво Куертен през 1997 г., който спечели тази година Френското първенство. Увеличеният топспин, дължащ се на полиестерни кордажи, е проверен с контролирани експерименти днес. Точната причина за увеличеното завъртане на топката не е известна, но има сериозни доказателства, че ниското триене между струните е фактор.

### Кевлар
Кевларът е най-здравият, най-издръжливият синтетичен кордаж и поради това е изключително труден за скъсване. Въпреки че е една от най-добрите струни по отношение на способността за задържане на напрежение, тя е и най-опасната струна, когато става въпрос за развитие на тенис лакът. Кевларът често се използва с друг кордаж, като найлон), за да се съчетаят качествата на двете струни, тъй като сам по себе си кевларът е твърде твърд за много тенисисти, особено когато се комбинира с твърда ракета. Някои се застъпват за използване на много тънък кевлар за повишаване на комфорта, но дори и при най-тънкия габарит това е твърд кордаж. Друга стратегия за повишаване на комфорта и подобряване на ефективността на отскока е наплитане на кевлар при ниски килограми.

### Вектран
Вектранът е вторият най-твърд и издръжлив тип кордаж. Това е може би най-рядко използваният съвременен струнен материал. Обикновено се добавя към найлонов кордаж, за да се увеличи издръжливостта и твърдостта на найлона, както при кевлара. Yonex например предлага такива за бадминтон, направени предимно от найлон, които имат нишки Вектран.

### Zyex
Кордажът Zyex предлага по-голяма ефективност на отскок, т.е. динамична твърдост, подобна на червата, в сравнение с други синтетични струни, особено когато са нанизани при ниско напрежение. Това му дава качества по-близки до тези на естествените черва, отколкото други синтетични материали. Той също така има ниска обща твърдост. Кордажът ProKennex IQ Element Z, например, има най-ниската твърдост от всички синтетични струни, тествани досега. Недостатъкът на Zyex е, че външните нишки са много по-малко издръжливи от нишките Zyex вътре в средата. Това може да доведе до износване на външната обвивка, оставяйки вътрешните нишки на Zyex.

### Полиолефин
Полиолефинът е един от най-меките синтетични струнни материали, съперничещ на някои Zyex и повечето найлонови мулти-нишкови. Той предлага посредствена издръжливост и задържане на напрежение, така че обикновено се използва като напречна струна в хибридна настройка на низ. За тези, които не късат струните много бързо обаче, 100% полиолефиновото нанизване може да бъде добра алтернатива на естествените струни и многонишковите нишки. Това е особено вярно за тези, които са имали тенис лакът и смятат, че естественият кордаж е твърде скъп.

### Метална тел
Метална тел, обикновено струни за пиано, са се използва в миналото.

### Титан
Използва се и титан. Обикновено титановите струни се основават на найлонови или многонишкови нишки с титан, нанесен с покритието на струната, за защита на материала от UV и износване, или е интегриран в нишките, за да се променят качествата на кордажа. Титановите кордажи днес вече не са популярни.

## Габарити (Gauge)
Терминът „gauge“ определя дебелината на струната. Кордаж с висок Gauge е по-тънък и обратно. По-тънките струни обикновено предлагат по-висока производителност, но се скъсват по-често от дебелите струни.

## Схема на наплитане
Почти всички съвременни ракети са наплетени в кръстосан хоризонтално-вертикален модел. В историята са използвани различни други модели с различен успех.
Двойно нанизани ракети за тенис бяха въведени през 1977 г. но „ракетите – спагети“ по-късно са забранени защото позволяват прекомерно завъртане и бяха твърде успешни. Въведена е обаче модерна версия на двойно наплетена ракета, която е законна за използване.
Ракетите са нанизани или с две отделни струни (и по този начин четири възела), или с една струна (два възела). Понякога в една и съща ракета може да се използва хибрид от два различни типа кордажи. Напоследък се използват нови видове възли, наречени „про-възел“ и „възел на Парнел“. Заедно с използването на начална щипка, това може да направи всички възли еднакви и да подобри естетиката.

## Наплитане
Процесът на смяна на кордажа на ракетат се нарича „наплитане“ и се извършва със специална машина. Тези машини се различават по сложност, точност и цена.

## Напрежение на струните
„Силата на наплитане“ на ракета, обикновено изразено в килограми, показва обтягането, при което струните се опъват спрямо рамката. Силата на наплитане влияе върху игровите характеристики на ракета, като например „усещането“ на топката, контрола върху топката, както и максималната мощност.
Всички ракети идват с препоръчителни опъвания на струните, повечето от които са между 50 и 70 паунда (220 до 310 N).
Слабо наплетената ракета обикновено има по-голямо център и удря по-силно, но когато се замахва твърде силно, ще изстреля топката непредсказуемо; по-стегнатият кордаж ще ви помогне да направите по-технични удари с повече финес и контрол.
Изключително здраво наплетена ракета намалява усещането на тенисиста за топката, но може да даде на играча отличен контрол, ако се замахне достатъчно силно, с плавен удар. Такова напрежение може да затрудни деликатните изстрели, но прави играта от основна линия по-постоянна. Ако обаче играчът често удря мощни удари, силно наплетената ракета може бързо да умори ръката, което може да доведе до тенис лакът .
Много професионални стрингери съветват играчите да наплитат ракети с възможно най-ниски килограми, като същевременно могат да поддържат контрол над топката. Начинаещите играчи, опитващи се да намерят оптималното наплитане, трябва да започнат в средата на препоръчителния диапазон на напрежение и да регулират напрежението от там, за да отговорят на техните нужди. Препоръчителното наплитане обикновено се отпечатва върху ракетата. При по-ниско напрежение ракетата ще има по-голяма мощност и по-малко контрол; с по-високо напрежение ще има по-малка мощност и повече контрол. В мрежата съществуват инструменти за изчисляване на силата на наплитане според кордажа, формата на главата на ракетата и стила на игра:

## Пренаплитане
Поради напрежението на струните, еластичността и напрежението започват да намаляват в момента, в който са поставени в ракета. „Мъртви струни“ или струни, които са загубили напрежението си, намаляват ефективността на ракета. Мъртвите струни също могат да попречат на способността на тенисиста да генерира сила и темпо и дори може да нарани ръката им.
Честотата на наплитане зависи от играча и ракетата, но има няколко препоръки. Единият е да поставяте ракетата толкова пъти в годината, колкото играчът я използва за една седмица; напр., ако ракетата се използва три пъти седмично, тя трябва да се наплита три пъти годишно. Друга насока е да сменяте кордажа след всеки 40 часа игра; ако ракетата се използва три пъти седмично и три часа на сесия, тя трябва да се пренаплита приблизително на всеки пет седмици. Ако играчът има достъп до уред за измерване на напрежение на кордажа (или достъп до професионален магазин, оборудван с такъв), той може да остави ракетата си, след като измери загуба от 25% или повече от твърдостта на струните. Въпреки това, много играчи, които удрят топката достатъчно силно, за да скъсат струните, просто наплитат ракетата, когато струните се скъсат.